# Dimbago
Dimbago, hay còn được gọi là Bet Dimbago, là một nhóm dân tộc thiểu số sinh sống ở Eritrea.

## Tổng quát
Dimbago là một trong bảy tộc thánh của người Saho thừa nhận đã truyền bá đức tin Hồi giáo cho các dân tộc thiểu sô khác ở Eritrea.
Người Dimbago chủ yếu sống ở Massawa, Madagia đôi khi ở Uckli Guzai và Barka. Theo truyền thống, những người đàn ông Dimbago từng là lãnh đạo tôn giáo và những người đàn ông ở các khu vực khác nhau trong nơi nhóm cư trú. Người đàn ông cuối cùng trong ngành y học kết hợp các phương pháp pháp sư truyền thống với y học phương tây trong thực hành của mình là Alhaj Salah Dimbago (1920-1993), sinh ra gần Massawa và chết ở Benghazi, được đào tạo bởi người Ý cai trị Ethiopia thời đó. Hầu hết các bộ lạc, bao gồm cả những người Salah trẻ tuổi đã rời khỏi đồng bằng Eritrea để định cư ở những nơi thịnh vượng hơn trên thế giới, bao gồm Vịnh Ba Tư, Châu Âu và Canada nơi Adam Salah định cư và bắt đầu một chi nhánh mới theo truyền thống di cư lâu dài bắt đầu bởi tổ tiên của mình.